# 민주부산
《민주부산》은 1980년대 말 민주헌법쟁취 국민운동본부 부산지부가 발행한 소식지이다. 1986년 겨울 진성일 열사 분신 사건을 계기로 부산민주시민협의회가 남기수 씨를 홍보팀으로 영입해 투쟁 소식지인 《민주시민》을 발간한 것이 시초였다.
1987년 6월 항쟁이 시작되면서  부산민주시민협의회는 전두환 정권에 저항하는 민주세력 연대단체로 참여했고, 국본으로 외연을 확대하면서 《민주시민》의 제호를 《민주부산》으로 바꾸었다. 항쟁이 격화되면서 발행 시기를 주간에서 일간으로 변경하고, 제작부를 기자팀, 제작팀으로 나눠 자체 기사와 칼럼까지 제작하기도 했다. 대통령 직선제 개헌을 발표한 6·29 선언 이후 1987년 9월까지 발행되어, 민주화 이후 터져나온 노동자 대투쟁을 지원했다. 발행 중단 기간을 거쳐 이듬해 1988년 총선 기간에 발행을 재개, 당시 부산본부 부장이었던 노무현 씨의 동구 국회의원 출마를 지원하였으나 이후로는 자취를 감췄다.
《민주부산》은 군사정권의 보도 지침에 막혀 유수 언론이 다루지 않은 진실과 투쟁 소식, 지침을 시민에게 전달하는 역할을 했다. 1987년 6월 18일자에는 부산 동구 좌천동 고가도로에서 다리 아래로 떨어져 숨진 이태춘 열사의 사망 원인에 대해, 추락사라는 경찰 발표와 달리 최루탄 직격탄 때문이라고 보도하기도 했다.

## 같이 보기
- 6월 항쟁